# Rüdiger vom Bruch
Rüdiger vom Bruch (* 19. Dezember 1944 in Kohlow, Landkreis Weststernberg; † 20. Juni 2017 in Berlin) war ein deutscher Neuzeithistoriker. Von 1993 bis 2011 war er ordentlicher Professor für Wissenschaftsgeschichte an der Humboldt-Universität zu Berlin.

## Leben und Wirken
Rüdiger vom Bruch verbrachte seine Kindheit im westfälischen Gevelsberg. Das Abitur legte er 1964 am Schillergymnasium Münster ab. Er studierte von 1964 bis 1969 Geschichte, Germanistik und Politikwissenschaft an der Freien Universität Berlin und der Westfälischen Wilhelms-Universität Münster (WWU). Nach dem Staatsexamen lehrte er von 1971 bis 1973 an der Fachoberschule für Sozialpädagogik in Münster und von 1972 bis 1987 als Wissenschaftlicher Assistent an den Instituten für Neuere Geschichte der WWU und der Ludwig-Maximilians-Universität München (LMU). 1978 wurde er mit der Dissertation Wissenschaft, Politik und öffentliche Meinung. Gelehrtenpolitik im Wilhelminischen Deutschland (1890–1914) bei Gerhard A. Ritter an der LMU zum Dr. phil. promoviert. Ritter regte auch Rüdiger vom Bruchs Beschäftigung mit der kritischen Sozialgeschichte und ihre Verknüpfung mit der Wissenschafts- und Universitätsgeschichte an.
Rüdiger vom Bruch habilitierte sich 1987 an der Universität München mit der Arbeit Von der Kameralistik zur Wirtschaftswissenschaft. Studien zur Geschichte der deutschen Nationalökonomie als Staatswissenschaft (1727–1923). Im selben Jahr wurde er zum Akademischen Oberrat ernannt. 1989/1990 arbeitete er als Lehrstuhlvertretung an der Universität Regensburg. Anschließend war er bis 1993 Direktor des Deutschen Instituts für Fernstudien und Honorarprofessor an der Universität Tübingen.

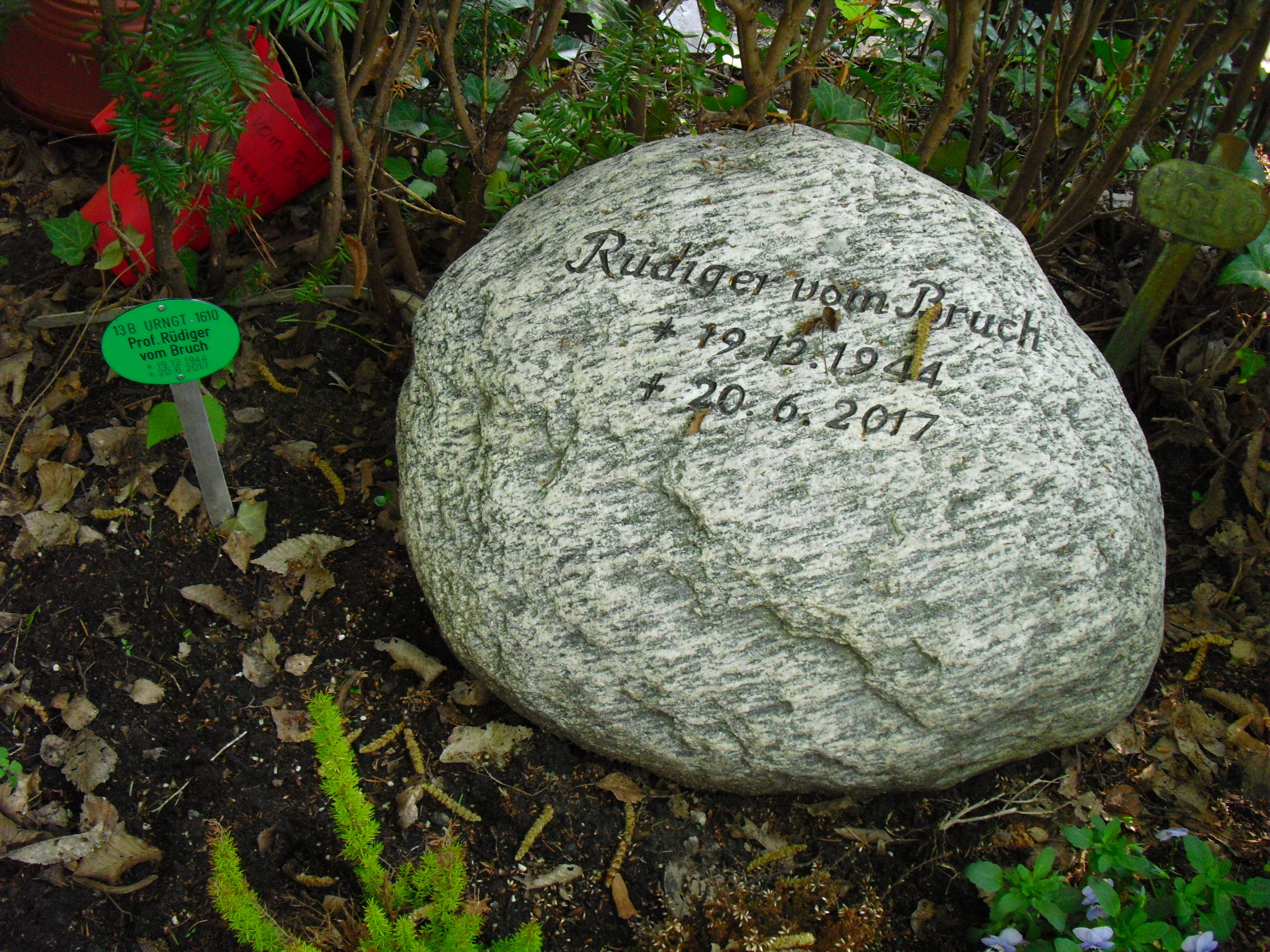
Rüdiger vom Bruchs Grabstein auf dem Parkfriedhof Lichterfelde

Im Jahre 1993 wurde Rüdiger vom Bruch als Professor für Wissenschaftsgeschichte an die Humboldt-Universität zu Berlin berufen. Von 1996 bis 1997 war er Inhaber des Konrad-Adenauer-Lehrstuhls an der Georgetown University in Washington, D.C.
Rüdiger vom Bruch war von 1998 bis 2001 Präsident der Gesellschaft für Wissenschaftsgeschichte, und er war Mitglied des Vorstandes der Gesellschaft für Universitäts- und Wissenschaftsgeschichte. Seit 2002 war er Koordinator des Programms „Wissenschaft, Politik und Gesellschaft“ der Deutschen Forschungsgemeinschaft und leitete gemeinsam mit Ulrich Herbert eine Wissenschaftlergruppe zur Erforschung der Geschichte der Deutschen Forschungsgemeinschaft von 1920 bis 1970. Im Jahr 2002 übernahm er den Vorsitz einer Arbeitsgruppe, die vom Akademischen Senat der Humboldt-Universität zu Berlin den Auftrag erhielt, Vorschläge für den öffentlichen Umgang mit Verstrickungen dieser Universität in die NS-Vernichtungspolitik zu erarbeiten. 2006/2007 war er Forschungsstipendiat am Historischen Kolleg in München. Im Kollegjahr machte er die Berliner Universität im „langen“ 19. Jahrhundert zum Schwerpunkt seiner Forschungen.
Rüdiger vom Bruch war von 1998 bis zu seinem Tod Herausgeber des Jahrbuchs für Universitätsgeschichte und Mitherausgeber der seit 2001 erscheinenden Schriftenreihe Pallas Athene sowie Beiratsmitglied der Zeitschrift Das Hochschulwesen. Er war Mitherausgeber der Berichte zur Wissenschaftsgeschichte.
Vom Bruch verfasste über 150 wissenschaftliche Aufsätze und Beiträge für Bücher und Nachschlagewerke sowie etwa 200 Rezensionen für Fachzeitschriften, für Die Zeit und für Das Parlament.

## Schriften
Autor
- Wissenschaft, Politik und öffentliche Meinung. Gelehrtenpolitik im Wilhelminischen Deutschland (1890–1914). Dissertation. Universität München. Matthiesen, Husum 1980, ISBN 3-7868-1435-X.
- Weltpolitik als Kulturmission. Auswärtige Kulturpolitik und Bildungsbürgertum in Deutschland am Vorabend des Ersten Weltkrieges. Schöningh, Paderborn/München/Wien/Zürich 1982, ISBN 3-506-73254-4.
- mit Helmuth Trischler: Forschung für den Markt. Geschichte der Fraunhofer-Gesellschaft. Beck, München 1999, ISBN 3-406-44531-4.
- Hans-Christoph Liess (Hrsg.): Bürgerlichkeit, Staat und Kultur im Kaiserreich. Ausgewählte Aufsätze. Steiner, Stuttgart 2005, ISBN 3-515-08656-0.
- Björn Hofmeister (Hrsg.): Gelehrtenpolitik, Sozialwissenschaften und akademische Diskurse in Deutschland im 19. und 20. Jahrhundert. Ausgewählte Aufsätze. Steiner, Stuttgart 2006, ISBN 3-515-08869-5.
- mit Sybille Gerstengarbe, Jens Thiel: Die Leopoldina. Die Deutsche Akademie der Naturforscher zwischen Kaiserreich und früher DDR. be.bra, Berlin 2016, ISBN 978-3-95410-026-2.

Herausgeber
- „Weder Kommunismus noch Kapitalismus.“ Bürgerliche Sozialreform in Deutschland vom Vormärz bis zur Ära Adenauer. Beck, München 1985, ISBN 3-406-30882-1.
- mit Otto B. Roegele: Von der Zeitungskunde zur Publizistik. Haag und Herchen, Frankfurt am Main 1986, ISBN 3-89228-039-8.
- mit Gangolf Hübinger, Friedrich Wilhelm Graf: Kultur und Kulturwissenschaften um 1900. Steiner, Stuttgart.
  - Teil 1: Krise der Moderne und Glaube an die Wissenschaft. 1989, ISBN 3-515-05338-7 (Google books).
  - Teil 2: Idealismus und Positivismus. 1997, ISBN 3-515-06544-X (Google books).
- mit Rainer A. Müller: Formen außerstaatlicher Wissenschaftsförderung im 19. und 20. Jahrhundert. Steiner, Stuttgart 1990, ISBN 3-515-05337-9.
- mit Rainer A. Müller: Historikerlexikon. Von der Antike bis zum 20. Jahrhundert. Beck, München 1991. 2. Auflage 2002, ISBN 3-406-47643-0.
- Friedrich Naumann in seiner Zeit. de Gruyter, Berlin/New York 2000, ISBN 3-11-016605-4.
- mit Björn Hofmeister: Deutsche Geschichte in Quellen und Darstellung. Band 8: Kaiserreich und Erster Weltkrieg, 1871–1918. Reclam, Stuttgart 2000, 2. Auflage 2002, ISBN 3-15-017008-7.
- mit Brigitte Kaderas: Wissenschaften und Wissenschaftspolitik. Steiner, Stuttgart 2002, ISBN 3-515-08111-9 (Rezension von Arne Schirrmacher auf hsozkult.de, 19. November 2002).
- mit Christoph Jahr: Die Berliner Universität in der NS-Zeit. Steiner, Stuttgart 2005.
  - Band 1: Strukturen und Personen. Hrsg. Christoph Jahr, ISBN 3-515-08657-9.
  - Band 2: Fachbereiche und Fakultäten. Hrsg. Rüdiger vom Bruch, ISBN 3-515-08658-7.
- mit Christoph Jahr: Studieren in Trümmern. Die Wiedereröffnung der Berliner Universität im Januar 1946. Dokumentation einer Ausstellung von Studierenden des Instituts für Geschichtswissenschaften der Humboldt-Universität zu Berlin, 24.1.–11.2.2006. Berlin 2006, ISBN 3-00-018029-X.
- mit Uta Gerhardt, Aleksandra Pawliczek: Kontinuitäten und Diskontinuitäten in der Wissenschaftsgeschichte des 20. Jahrhunderts. Steiner, Stuttgart 2006, ISBN 3-515-08965-9.
- mit Elisabeth Müller-Luckner: Die Berliner Universität im Kontext der deutschen Universitätslandschaft nach 1800, um 1860 und um 1910 (= Schriften des Historischen Kollegs. Kolloquien. Band 76). Oldenbourg, München 2010, ISBN 978-3-486-59710-3 (Digitalisat).
- mit Mark Walker, Karin Orth, Ulrich Herbert: The German Research Foundation 1920–1970. Funding Poised between Science and Politics. Steiner, Stuttgart 2013, ISBN 978-3-515-10195-0.
- mit Sybille Gerstengarbe, Jens Thiel, Simon Renkert: Wissenschaftsakademien im Zeitalter der Ideologien. Politische Umbrüche – wissenschaftliche Herausforderungen – institutionelle Anpassungen. Wissenschaftliche Verlagsgesellschaft, Stuttgart 2014, ISBN 978-3-8047-3243-8.